# معرض برلين للسيارات
معرض السيارات في برلين بدأت أصلا في عام 1897 في ألمانيا العاصمة برلين كالمعرض الدولي للسيارات (انترناسيونال أوتوموبيل-Ausstellung، IAA) حتى عام 1939. منذ عام 1951، تم تأسيس IAA في النهاية في فرانكفورت.
تم إنشاء معرض سيارات نصف سنوي جديد، يدعى Autos ، Avus ، Attraktionen (AAA)، من قبل معرض برلين في عام 1978. أقيم العرض الأخير في عام 2000، مع إلغاء عرض 2002 قبل أربعة أشهر من معرض 2002 المتوقع.

## 2000
كان معرض 2000 آخر معرض للسيارات في برلين، حيث حضره أكثر من 200.000 زائر.
- أودي إيه4 سيدان
- أوبل زافيرا 1.6 CNG [2]

## 1998
في عام 1998، عقدت AAA في منطقة معرض برلين بين 17 و25 أكتوبر.

## 1996
- أودي A4 أفانت ديو
- فورد كا «الخطوة 1» [4]